# Aphelinoidea oceanica
Aphelinoidea oceanica är en stekelart som beskrevs av Timberlake 1926. Aphelinoidea oceanica ingår i släktet Aphelinoidea och familjen hårstrimsteklar. Inga underarter finns listade i Catalogue of Life.